# Парчевич Петро

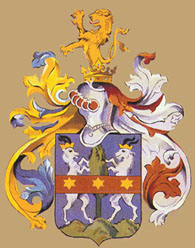
Церковний герб Петра Парчевича

Парчевич Петро (болг. Петър Парчевич, також болг. Петър Михайлов Парчев; початок 17 ст. , за певними даними 1612 р. — п. після 1657) — болгарський дипломат на службі Австрії та Венеції, архієпископ Маріанопольський. Католицький священик, діяв у Болгарії, був одним з ініціаторів антитурецької ліги. З цією метою, очевидно, побував 1647 у Варшаві в польського короля Владислава IV Ваза, який планував тоді розпочати війну проти Османської імперії. Взимку 1649 в Тирговиште (Валахія) за сприяння господаря Матея Басараба відбулася нарада болгарських, сербських та інших представників для спільної боротьби проти Османської імперії. На ній був присутній і П., котрого відправили до Польщі з проханням про допомогу. Його посольство було тепло прийняте канцлером коронним Є.Оссолінським та іншими представниками уряду Речі Посполитої й відправлене до Австрії та Венеції. У відповідь Венеція скерувала посольство Д.Кавацці до Речі Посполитої, але до спільного виступу тоді не дійшло. П. повернувся до Болгарії, але 1650 прибув до Риму (Італія). Тут йому було дано титул маріанопольського архієпископа й уряд адміністратора католицької церкви в Молдові. Восени 1656 він прибув знову до Австрії, просячи про допомогу Болгарії проти Османської імперії, але його як радника германського імператора Фердинанда III Габсбурга було скеровано в Україну з метою схилити Б.Хмельницького до союзу з Річчю Посполитою і спільного з нею виступу проти Османської імперії. На нараді в германського імператора Фердинанда III Габсбурга (3 листопада 1656) П. було дано стислу інструкцію, і 17 січня 1657 він виїхав до Чигирина в супроводі секретаря посольства Маріяновича та 15-ти слуг. Шлях пролягав через Ярослав—Белз—Сокаль—Гощу—Корець—Брусилів—Білу Церкву—Корсунь (нині м. Корсунь-Шевченківський). У Чигирин прибув 1 березня 1657. Тут посольство провело майже 3 місяці, вело переговори з Б.Хмельницьким та І.Виговським, але безрезультатно. Є підстави вважати, що П. виконував також завдання венеційської дипломатії. Зберігся звіт П. й листи Маріяновича, котрі є цінним джерелом з історії України серед. 17 ст., насамперед дипломатичної. Тут зазначається про прибуття до Чигирина ряду посольств зі Швеції, Молдови, Криму, Туреччини, Польщі тощо, розповідається про квітневу (1657) козацьку раду, на котрій наступником Б.Хмельницького на посаді гетьмана було проголошено його сина Ю.Хмельницького. Ці документи містять у собі чимало важливої інформації про становище населення України 1657, воєнні розорення, ціни тощо.